# NGC 5493
NGC 5493 is een lensvormig sterrenstelsel in het sterrenbeeld Maagd. Het hemelobject werd op 22 februari 1787 ontdekt door de Duits-Britse astronoom William Herschel.

## Synoniemen
- MCG -1-36-13
- UGCA 386
- PGC 50670